# Tscherni
Tscherni (belarussisch Чэрні; Черни) ist ein Dorf im Rajon Brest in der Breszkaja Woblasz in Belarus. Tscherny ist das Zentrum des Selsawets Tscherni – einer Verwaltungseinheit, die 17 Ortschaften umfasst. Der Ort ist ungefähr 3 Kilometer von der Stadtgrenze Brests entfernt.
Das Dorf Tscherni hat eine Mittelschule und ein Kulturhaus.